# Jacques Mauclair
Jacques Mauclair (* 12. Januar 1919 in Paris; † 20. Dezember 2001 ebenda) war ein französischer Schauspieler, Theaterregisseur und Dramaturg.

## Leben
1945 schloss er sich der Truppe von Louis Jouvet an, bei der er bis 1949 blieb. Er spielte  in Die Irre von Chaillot und Don Juan. Seine ersten eigenen Inszenierungen machte er ab 1953 mit Stücken von Henry de Montherlant, Adamov, Brecht, Ionesco, Eduardo De Filippo, Molière, Pirandello und Tschechow.
Anschließend übernahm er die Leitung des Théâtre de l’Alliance française, wo er unter anderem Eugène Ionescos Stücke Der König stirbt mit sich selbst in der Titelrolle und Die Stühle inszenierte. Er war begeistert von Ionescos Repertoire und widmete sich ihm mehrere Jahre lang, indem er es für ganz Frankreich entdeckte. In dieser Zeit arbeitete er häufig mit der Schauspielerin Tsilla Chelton. Dazu inszenierte er auch an der Comédie-Française: Onkel Wanja von Tschechow, Der Geizige von Molière. Jacques Mauclair kreierte auch Claude Magniers Komödie Oscar 1958 mit Pierre Mondy als Bertrand Barnier und Jean-Paul Belmondo als Christian Martin, später dann mit Jean-Pierre Cassel als Christian Martin, bevor 1959 Louis de Funès Mondys Rolle übernahm. Filmstars wie Madeleine Robinson (am Théâtre moderne in Joe Ortons Deer Mieter) und Michel Bouquet (in Carlota am Pariser Théâtre Edouard VII) spielten unter seiner Regie. Am Théâtre des Célestins in Lyon inszenierte er ebenfalls populäre Filmstars: Michel Auclair in Die Akte Oppenheimer (1965), erneut Louis de Funès in Oscar (1971) und Claude Jade in Der trojanische Krieg findet nicht statt (1975).
1976 schuf er das Théâtre du Marais in Paris, wo er viele Stücke produzierte: Turgenjew, Ostrowski und immer wieder Ionesco. Trotz aller Hingabe von Jacques Mauclair wurde sein Theater im April 1999 geschlossen, bevor es im Mai 2000 vom Cours Florent aufgenommen wurde.
Jacques Mauclair erhielt zahlreiche Auszeichnungen: einen Molière für seine Inszenierung von L’Avare, Hauptpreis für Regie, Grand Prix national du théâtre 1993…
Zu seinen bekanntesten Filmen zählen Christian-Jaques Les bonnes causes (Mordfall Dupré/Des Teufels schwache Seite) mit Marina Vlady (1963), Herzkönig von Louis Malle (1966) und Gabriel Axels Amour (1970), in dem er Ghita Nørbys Ehemann spielte. Neben Fernsehfilmen und Serien spielte er in sechs Theaterverfilmungen in der Reihe Au théâtre ce soir von Pierre Sabbagh.

## Filmografie (Auswahl)
- 1958: Ein Weib wie der Satan (La Femme et le Pantin)
- 1958, 1962: Die Fälle des Monsieur Cabrol (Les cinq dernières minutes, Fernsehserie, 2 Folgen)
- 1963: Des Teufels schwache Seite (Les bonnes causes)
- 1963: Drei Mädchen in Paris (Tre piger i Paris)
- 1964: Heiße Hölle Bangkok (Banco à Bangkok pour OSS 117)
- 1966: Herzkönig (Le Roi de cœur)
- 1969: Allô Police (Fernsehserie, 1 Folge)
- 1970: Amour
- 1971–1983: Au théâtre ce soir (Fernsehreihe, 7 Folgen)
- 1978: Gefangen, gequält und zur Liebe gezwungen (Brigade mondaine)
- 1981: Lenin in Paris (Ленин в Париже)
- 1997: Das Leben ist ein Chanson (On connaît la chanson)